# Вали, Иса
Иса Вали (Isa Wali; 25 июля 1928—19 февраля 1967) — нигерийский политик и дипломат, занимавший пост Верховного комиссара Нигерии в Гане. Родился в штате Кано и был пятым ребенком вали Кано Сулеймана и Хаджии Марьям Нене. Он был активным сторонником прав женщин Северной Нигерии, выражая свои взгляды в многочисленных статьях, в которых критиковал положение женщины в регионе.

## Биография
Иса Вали, родившийся в семье Сулеймана, вали Кано, принадлежал к клану фулани Гьянава, известному своими познаниями в области исламского права. После смерти отца в 1939 году Ису воспитывал учитель арабского языка Абубакар на Вали, бывший одним из советников эмира Кано. К семи годам он завершил изучение Корана, после чего он поступил в начальную школу западного образца Квару, которую закончил в 1940 году. В 1940—1943 годах он учился в средней школе Кано, а затем продолжил обучение в Школе арабских исследований (SAS) в Кано с 1943 по 1948 год, где был лучшим учеником в классе, особенно в области хадисов и тафсира.
После завершения SAS Иса перебрался в Кадуну, где работал переводчиком в Палате вождей и Палате собрания. В 1951 году он провёл девять месяцев в Лондоне, ознакомившись с британским парламентаризмом в Палате общин и Палате лордов. После возвращения в Кадуну работал помощником в Палате собрания.
Иса пользовался влиянием среди новой прослоки северных нигерийцев, получивших образование европейского типа. Он выступал за реформирование системы эмиратов и выступал за предоставление талакава («простолюдинам») больших возможностей в туземном управлении. Несмотря на своё восхищение культурой Севера, он, отдавая ей предпочтение перед слепым подражанием «Западу», решительно выступал за её реформирование, чтобы она не оставалась прикованной к прошлому. В связи с работой на государственной службе он избегал публично высказывать свои радикальные взгляды, однако активно вращался в левых кругах. Он был поклонником произведений влиятельного поэта и активиста Сааду Зунгура и был близок к своему товарищу и родственнику из клана Гьянава Амину Кано — одному из самых радикальных реформаторов в Нигерии.

Во время учёбы он стал заядлым читателем газет, посвященных «современным» проблемам, особенно «Gaskiya Ta Fi Kwabo» и «West African Pilot». В 1950-х годах он написал несколько статей для этих изданий, в которых подвергал критике различные аспекты политической и религиозной жизни в Северной Нигерии, уделяя особое внимание правам женщин. Наряду с Амину Кано он был «практически одинок» в рассмотрении проблем женщин в Северной Нигерии. Летом 1956 года он написал серию статей для журнала Nigerian Citizen, вызвавших широкую дискуссию. В одной из них, озаглавленной «Истинное положение женщин в исламе» он рассуждал о надлежащей роли мусульманок в государстве:
Что касается общественной жизни, то в исламе нет ничего, что мешало бы женщине заниматься любым делом, которым она пожелает. Не существует чёткого запрета на её участие в общественном руководстве, как это продемонстрировали вдова Пророка Аиша и её ведущие коллеги-женщины («Мать верующих»)…. На самом деле, мусульманская история полна рассказов о мусульманках во многих странах, бывших славными правительницами, советниками, правоведами и выдающимися государственными служащими. Они командовали армиями и, когда возникала необходимость, сражались как солдаты, как это было в раннем исламе — до конца десятого века.
Отчасти из-за публикации этих статей и тесного сотрудничества с Амину Кано Вали в 1957 году был вынужден переехать в Лагос, где поступил на дипломатическую службу. С 1958 по 1961 год он представлял Нигерию в Организации Объединённых Наций в Нью-Йорке и возглавлял Бюро по делам Африки. В 1964 году он был назначен Верховным комиссаром Нигерии в Гане и занимал эту должность до своей смерти от гипертонии в 1967 году. Его смерть была воспринята в Гане «с большой публичной скорбью и искренним сожалением», как заявил его преемник посол Айзек Джемид Сагай, также утверждавший, что если бы Иса умер в Аккре, «ганцы, без сомнения, устроили бы ему что-то похожее на государственные похороны».

## Наследие
В 2009 году дочь Исы Марьям Увайс основала Инициативу по расширению прав и возможностей имени Исы Вали. Инициатива направлена в первую очередь на помощь женщинам и детям, находящимся в экономически неблагоприятном положении.